# Melanagromyza foeniculi
Melanagromyza foeniculi este o specie de muște din genul Melanagromyza, familia Agromyzidae, descrisă de Spencer în anul 1960.
Este endemică în Spania. Conform Catalogue of Life specia Melanagromyza foeniculi nu are subspecii cunoscute.